# Cabanelas (Vila Verde)
Cabanelas ist eine Gemeinde im Norden Portugals.
Cabanelas gehört zum Kreis Vila Verde im Distrikt Braga, besitzt eine Fläche von 6,7 km² und hat 1973 Einwohner (Stand 19. April 2021).